# Montluçon
Montluçon [mɔ̃lysɔ̃] ist eine französische Stadt in der Region Auvergne-Rhône-Alpes. Mit 33.317 Einwohnern (Stand 1. Januar 2022) ist sie die größte Stadt im Département Allier. Montluçon ist Sitz der Unterpräfektur (sous-préfecture) des Arrondissements Montluçon sowie Sitz des Gemeindeverbands Montluçon Communauté.

## Geografie
Montluçon liegt im Zentrum Frankreichs an einer Flussbiegung des oberen Cher und ist Endpunkt des aufgelassenen Canal de Berry (Südabschnitt).
Nördlich von Montluçon liegt der 106 km² große Staatsforst Forêt de Tronçais.
|  |  |

## Geschichte
Montluçon wuchs im Mittelalter beträchtlich. Die erste Erwähnung eines Orts namens Monte Lucii (Mont de Lucius, deutsch Berg des Lucius) stammt aus dem 11. Jahrhundert. Guillaume, der Sohn Archambauds IV. von Bourbon, errichtete die Burg in einer verteidigungsfähigen Position auf einem kleinen felsigen Hügel an einer Biegung des Flusses Cher.
Die Stadt, die zum Herzogtum Bourbon gehörte, wurde 1171 von den Engländern und 1181 von Philipp II. eingenommen; die Engländer wurden im 14. Jahrhundert wieder vertrieben. Anschließend baute Ludwig II. von Bourbon die Burg und die Mauern wieder auf. Montluçon und andere bourbonische Ländereien fielen 1529 an die französische Krone zurück, und Heinrich IV. verbesserte die Verteidigungsanlagen weiter.
Montluçon versuchte, den Sitz der Diözese zu bekommen, doch konnte die Stadt nicht gegen Moulins konkurrieren, das den Bischofssitz erhielt. Immerhin wurde die Stadt nach der Französischen Revolution 1790 zum Verwaltungssitz des neu gegründeten Départements Allier. Dank der 12 km entfernten Kohlegruben in Commentry, dem Canal de Berry im Jahr 1830 und der Eisenbahn im Jahr 1846 und 1864 begann das Industriezeitalter mit seinen zahlreichen Arbeitsplätzen in der Schwerindustrie. Diese Verkehrsverbindungen ermöglichten den Import von Erzen und den Export von Kohle, Holz und Industrieerzeugnissen. Die Bevölkerung wuchs von 5000 Einwohnern im Jahr 1830 auf 50.000 im Jahr 1950.
Nach dem Waffenstillstand von Compiègne (1940) im Zweiten Weltkrieg lag Montluçon während der deutschen Besetzung Frankreichs zunächst in der vom Vichy-Regime kontrollierten Südzone (Zone libre). Mitte September 1943 starben bei deutschen Luftangriffen 36 Menschen, 250 Zivilisten wurden verletzt. Die Gestapo-Zentrale in Montluçon wurde von der Résistance gesprengt; daran soll die britische Agentin Nancy Wake maßgeblich beteiligt gewesen sein. Bei dem Angriff starben 38 Deutsche.
Nach dem Krieg ging die Schwerindustrie mit ihren Hochöfen, Gießereien und Glasschmelzen deutlich zurück, da die Erträge des nahen Bergbaus nicht mehr rentabel wurden. Neben chemischer Industrie und der Reifenherstellung haben noch die Unternehmen Sagem in der Elektronik und Technopôle La Loue im High-Tech-Segment nennenswerte Anteile am Wirtschaftsgeschehen.

### Bevölkerungsentwicklung
| Jahr      | 1962   | 1968   | 1975   | 1982   | 1990   | 1999   | 2006   | 2016   |
| Einwohner | 55.184 | 57.871 | 56.468 | 49.912 | 44.248 | 41.350 | 39.889 | 36.147 |

## Sehenswürdigkeiten
- Altstadt
- Kirche St-Pierre: 12./13. Jahrhundert, romanisch, einschiffig, von vier Rundsäulen getragener Vierungsturm; Taufbecken und Statue der Maria Magdalena aus dem 15. Jahrhundert, die Kirche liegt im Norden der Altstadt
- Kirche Notre-Dame: romanisch-gotisch
- Château des Ducs de Bourbon (Schloss der Bourbonen-Herzöge): auf dem Mont Luçon, einem Granithügel über der Stadt, ab Mitte des 13. Jahrhunderts im Fachwerkstil errichtet
- Musée des Musiques Poulaires et de la Résistance (im Schloss) mit über 700 historischen und modernen Instrumenten und – ein Stockwerk höher – der Darstellung der Résistance allgemein und in der Region.
- Musée/Château de la Louvière: ab 1926 im Stil des Ancien Régime, inmitten eines größeren Parks in italienisch-englischem Stil errichtet
- Circuit des Mégalithes im Nordosten von Montluçon

Siehe auch: Liste der Monuments historiques in Montluçon

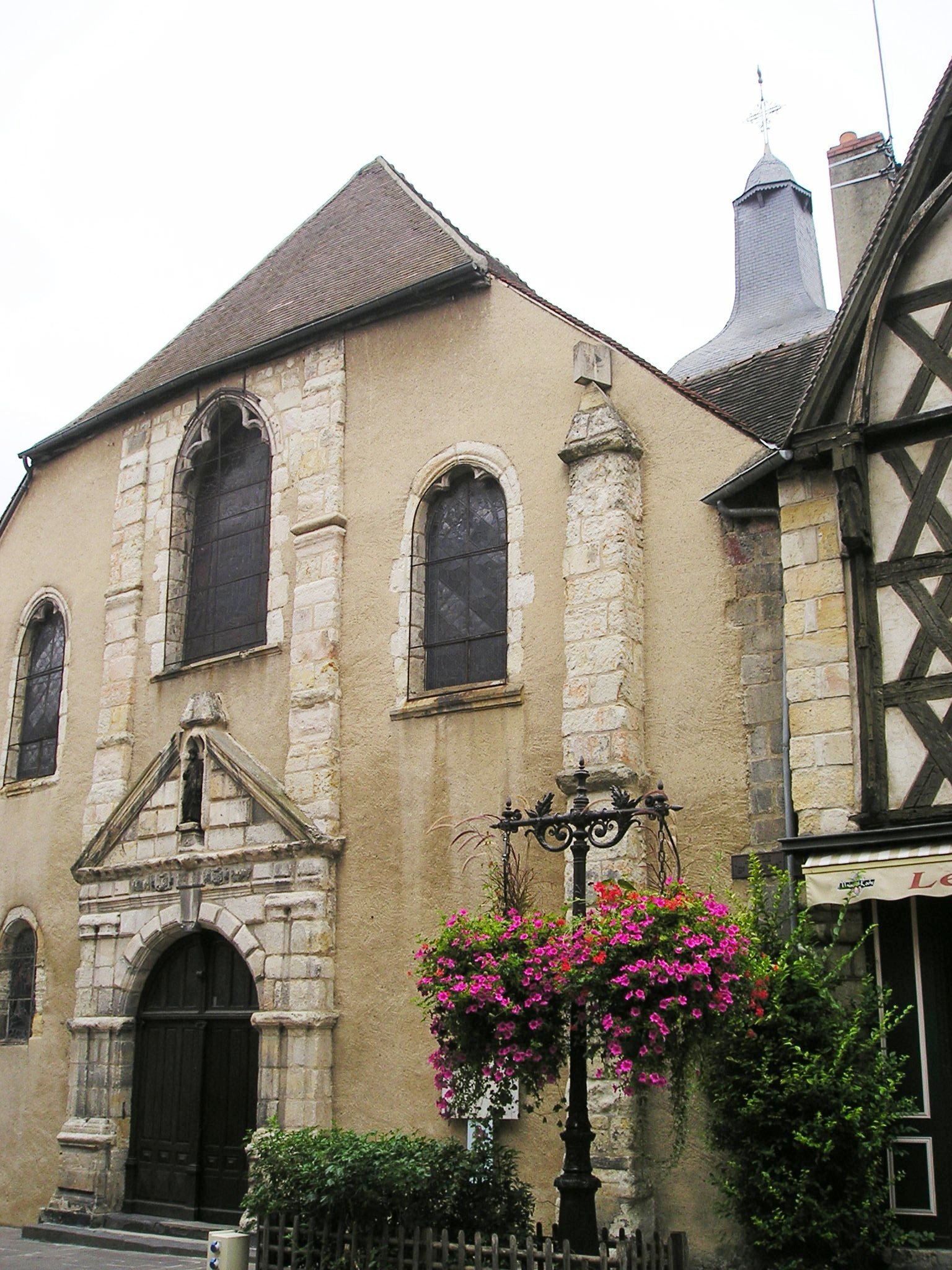
Fassade der Kirche Saint-Pierre
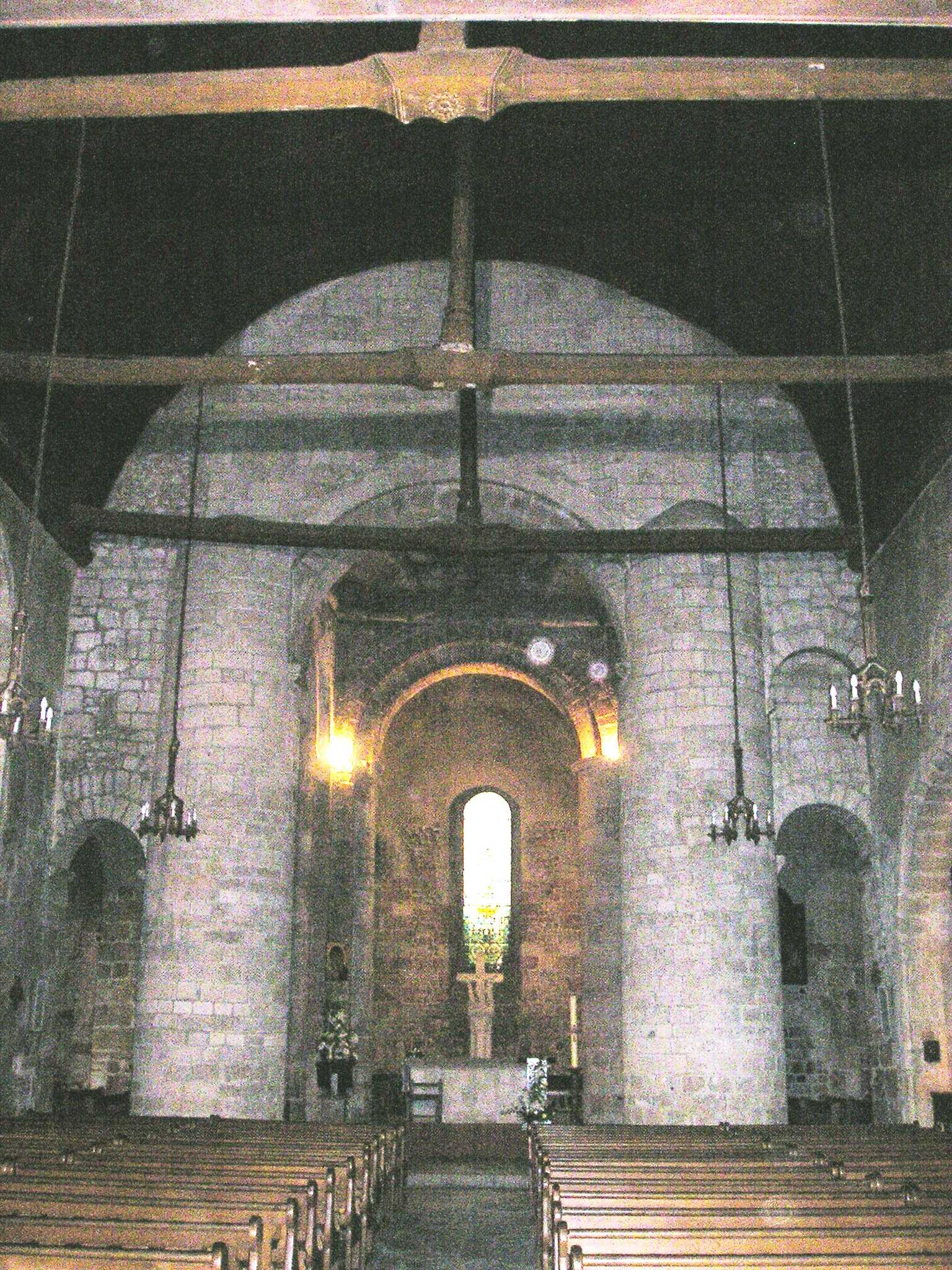
Saint-Pierre, Innenansicht
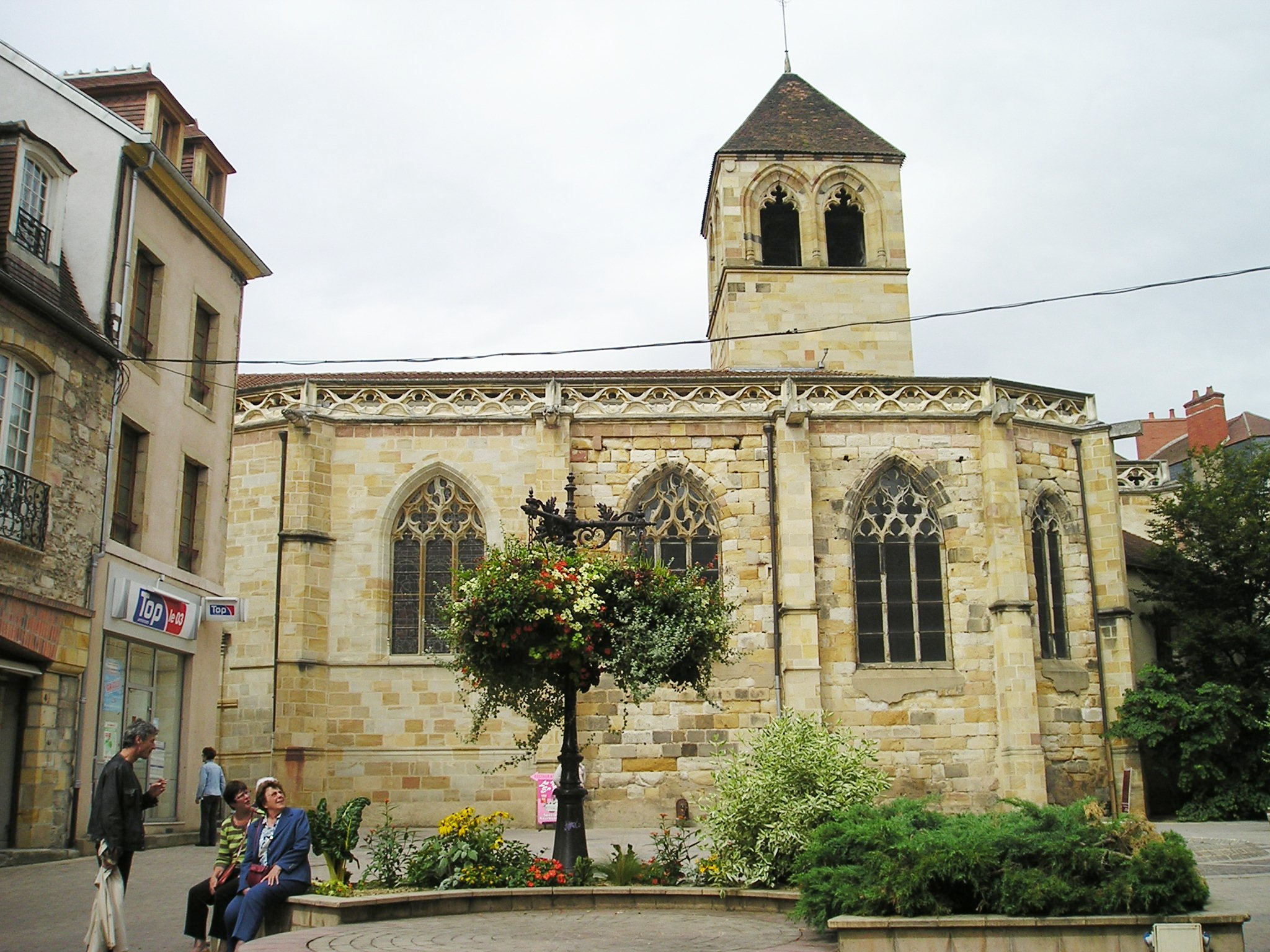
Kirche Notre-Dame
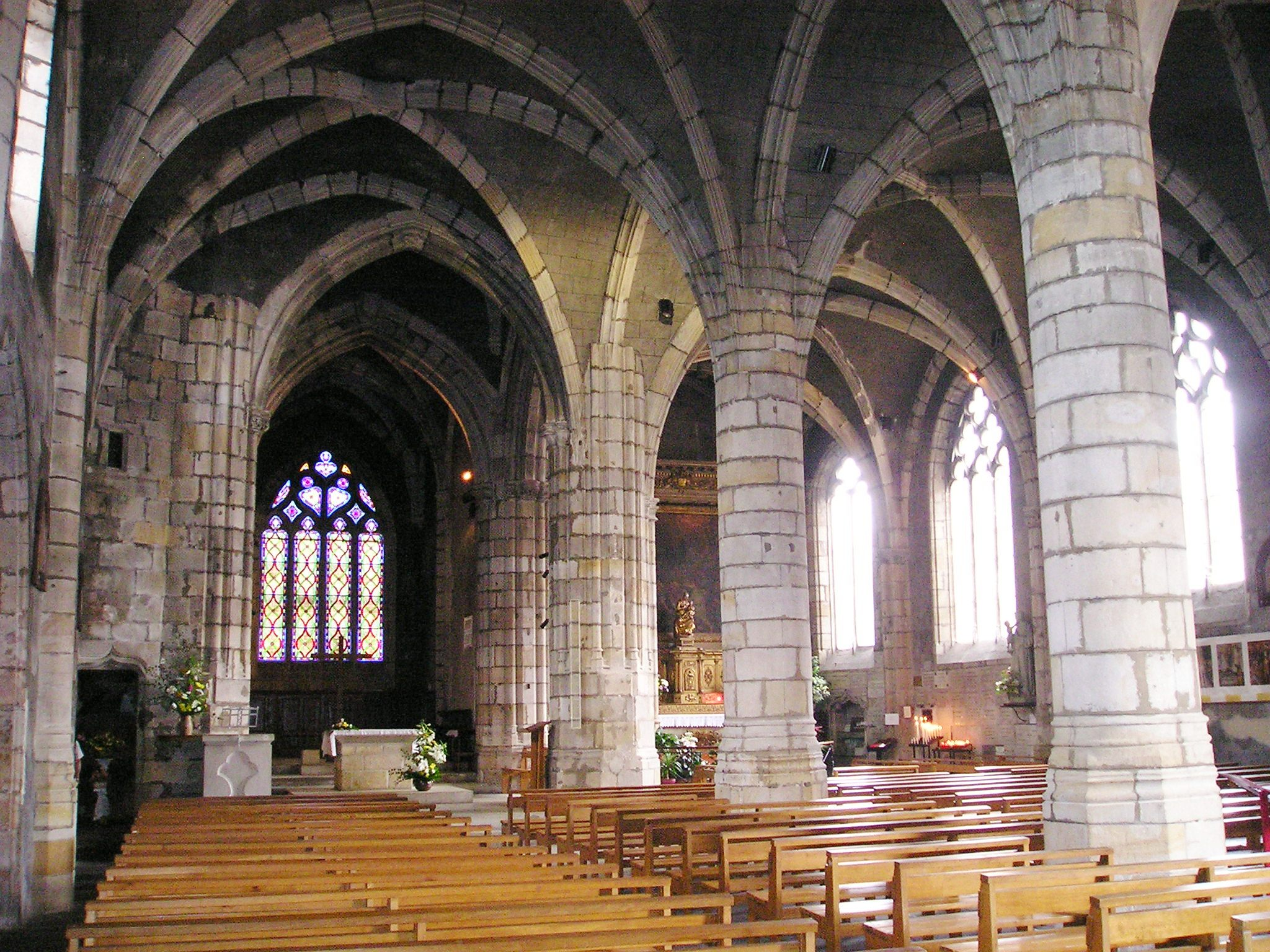
Notre-Dame, Innenansicht

## Wirtschaft
Die Stadt ist die Wirtschaftsmetropole des Bourbonnais mit zahlreichen Industriebetrieben.
Der Aufschwung von einer mittelalterlich geprägten zu einer Stadt der Erzeugung von Industriegütern begann mit der Fertigstellung des Canal de Berry im Jahr 1841, mit dem die Eisenerzvorkommen des Berry mit den Kohlelagerstätten bei Commentry verbunden wurden.

## Verkehr

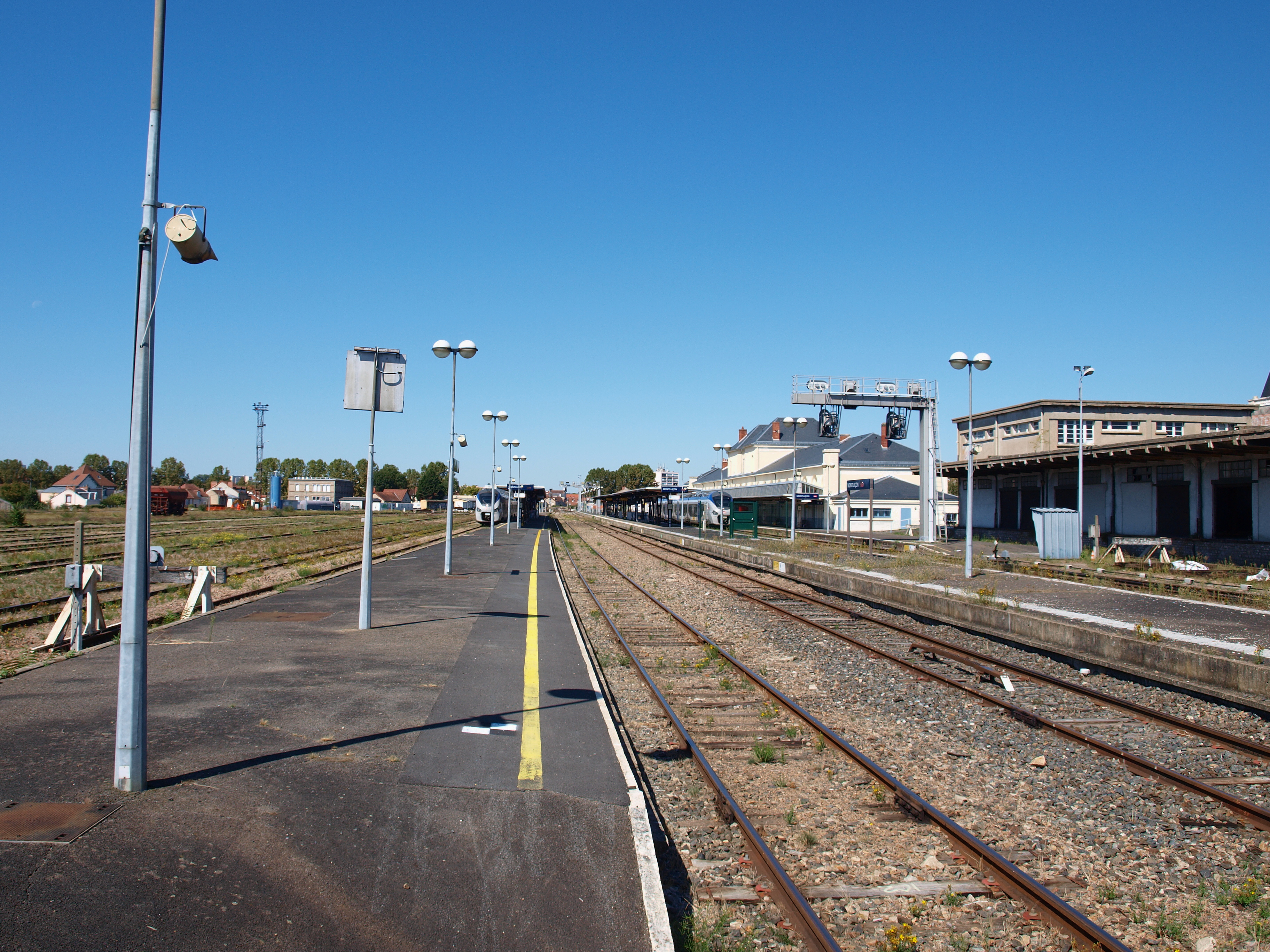
Bahnhof Montluçon-Ville

Montluçon hat einen Bahnhof an der Bahnstrecke Montluçon–Moulins, die am 7. November 1859 von der Compagnie du chemin de fer de Paris à Orléans (PO) eröffnet wurde. 1864 kam in deren Verlängerung die Bahnstrecke Montluçon–Saint-Sulpice-Laurière hinzu. In den 1880er Jahren folgte der Abschnitt nach Bourges der Bahnstrecke Bourges–Miécaze, die bald darauf in Richtung Miécaze über Montluçon hinaus zunächst bis Auzances verlängert wurde. Damit wurde Montluçon zu einem Eisenbahnknoten.
In Montluçon kreuzten sich die Nationalstraßen N 143 und N 145, zudem begannen dort die N 144, N 693 und N 716. Sie wurden mittlerweile sämtlich zu Departementsstraßen abgestuft. Am nördlichen Stadtrand verläuft die Autobahn A 714, die als verlängerte N 145 als Zubringer zur A 71 dient.
Der Flugplatz Aéroport de Montluçon - Guéret liegt ungefähr 30 Kilometer von der Stadt entfernt.

## Städtepartnerschaften
- Antsirabe, Madagaskar
- Hagen, Deutschland
- Leszno, Polen
- Guimarães, Portugal[4]

## Persönlichkeiten

### Söhne und Töchter der Stadt
- François Bauchet (* 1948), Designer
- Jason Berthomier (* 1990), Fußballspieler
- Roger Chaput (1909–1995), Jazzmusiker und bildender Künstler
- Camille-Antoine Chilouet (1899–1970), römisch-katholischer Ordensgeistlicher, Bischof von Farafangana
- Jules Cluzel (* 1988), Motorradrennfahrer
- Marx Dormoy (1888–1941), sozialistischer Politiker und Innenminister
- André Marandet (1898–1976), französischer Autorennfahrer
- Ophélie Meilleroux (* 1984), Fußballspielerin
- André Messager (1853–1929), Dirigent und Komponist
- Gabrielle Robinne (1886–1980), Schauspielerin
- Florian Vachon (* 1985), Radrennfahrer
- Jean Val Jean (* 1980), Pornodarsteller
- Roger Walkowiak (1927–2017), Radrennfahrer
- Olivier Weber (* 1958), Schriftsteller, Reporter, Dozent und Diplomat

### Personen mit Beziehung zur Stadt
- Edmé Boursault (1638–1701), Schriftsteller, starb in Montluçon
- Marie-Guite Dufay (* 1949), französische Politikerin, wuchs in Montluçon auf
- Saul Friedländer (* 1932), besuchte in Montluçon das katholische Internat
- Audrey Tautou (* 1976), französische Schauspielerin, wuchs in Montluçon auf
- Fadil Vokrri (1960–2018), jugoslawischer Fußballspieler und Präsident der Federata e Futbollit e Kosovës, hatte einen zweiten Wohnsitz in Montluçon